# Sainte-Radegonde (Aveyron)
Sainte-Radegonde é uma comuna francesa na região administrativa de Occitânia, no departamento de Aveyron. Estende-se por uma área de 30,48 km². Em 2010 a comuna tinha 1 809 habitantes (densidade: 59,4 hab./km²).